# Bonnette (chapeau)
Pour les articles homonymes, voir Bonnette.
La bonnette est un élément de coiffe féminine traditionnelle. Elle a la forme d'un bonnet et se pose directement sur les cheveux. Généralement elle est en piqué. Elle sert à supporter les éléments de la coiffe en son entier, comme dentelles, tulles et s'il y a lieu armatures, boutis ou carton, suivant la mode des différents pays de la province en question. 

## Bonnette normande

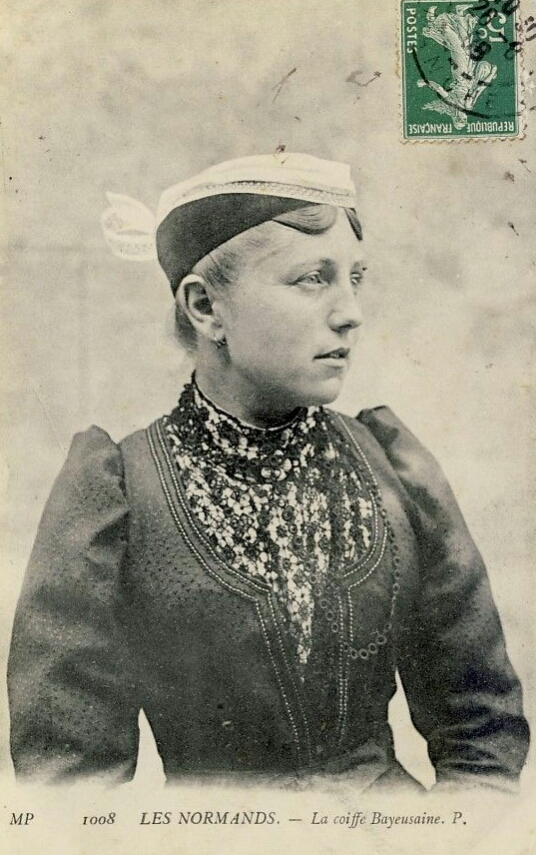
Bonnette de Bayeux.

En Normandie, elles constituent une coiffe en elle-même car elles sont plus petites que les coiffes à barbes ou coiffes à rencontre et elles sont portées de façon plus quotidienne car elles sont plus pratiques. Il existe un caractère géographique à ces coiffes qui en portent le nom de pays. Portées au quotidien elles s'adaptent aux différentes circonstances de la vie : bonnette de mariage ou de deuil. Elles se composent toutes d'un fond ovale monté sur une étroite bande de tissu avec un nœud sur l'arrière,.
La bonnette, en Normandie, est caractérisée par le fait qu'elle se montre et qu'elle n'est pas cachée par les autres éléments de la coiffe. La bonnette normande est apparue à la fin du XVIIIe et au début du XIXe siècle. C'est l'accessoire du costume qui a été porté le plus longtemps, puisque son usage est attesté dans la Manche jusqu'à la veille de la Seconde Guerre mondiale. Les bonnettes normandes sont plutôt utilisées dans l'Ouest de la Normandie, dans la Manche et le Bessin. Elles succèdent aux grandes coiffes de cérémonies et aux coiffes à rencontre. C'était un élément symbolique fort du régionalisme de l'époque.
La bonnette de Bayeux apparaît vers 1830-1840 alors que la bonnette de la Manche, plus tardive, autour de 1870. Elles seront portées jusque dans les années 1920, et plus tard dans la Manche.

### La bonnette de Bayeux

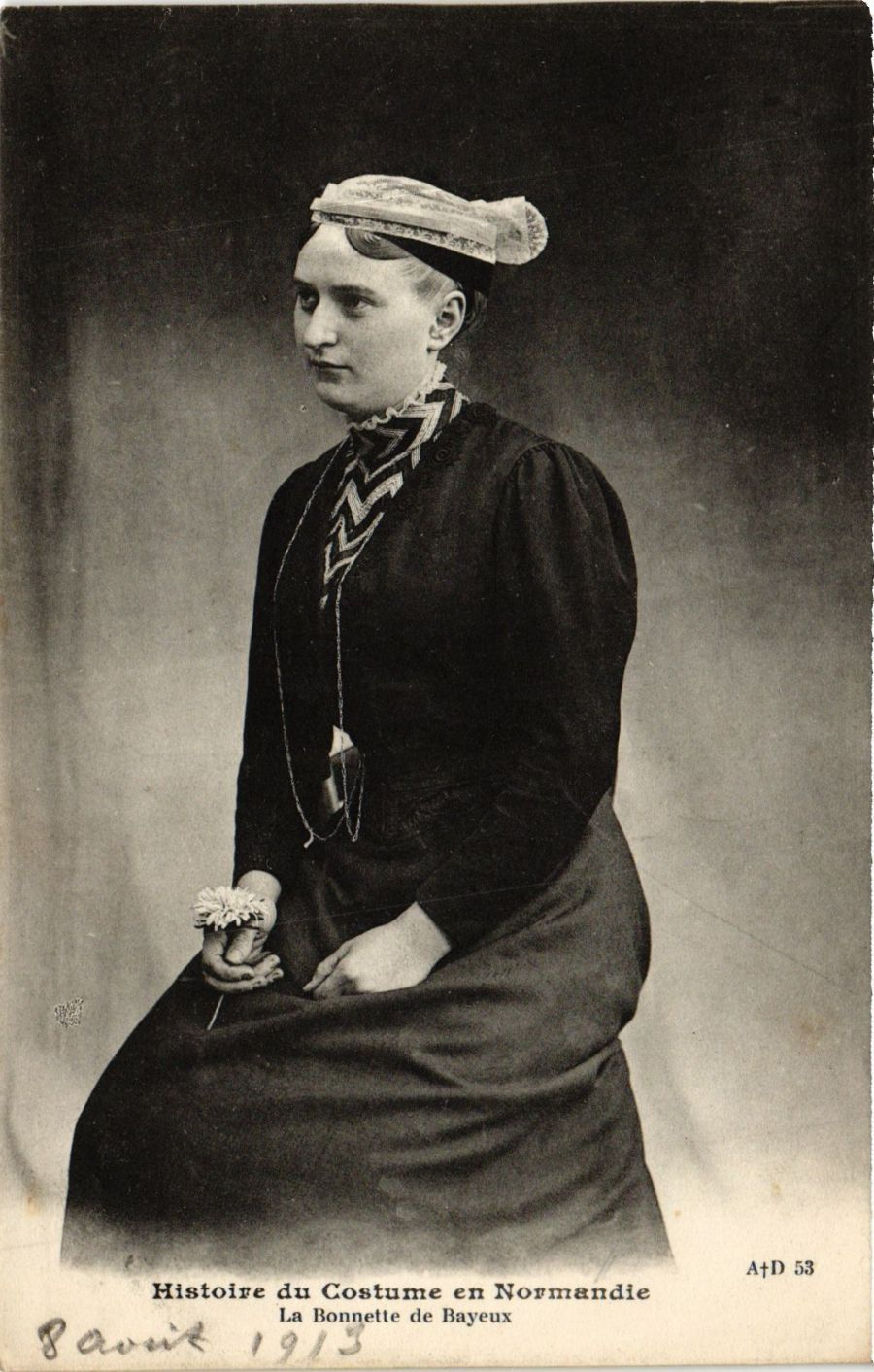
Bonnette de Bayeux sans traînants en 1913.

Portée dans le Bessin, mais également dans la plaine de Caen et le bocage virois, cette bonnette se compose  d'un fond ovale, d'un nœud de mousseline, autrement appelé cocarde, et d'une bande de dentelle qui fait le tour de la tête. Cet ensemble est maintenu à l'aide d'épingles sur une calotte et un ruban de velours noir.
Pour les cérémonies, la bonnette était ornée d'un ruché de dentelle ou de tulle sur l'avant. La cocarde était également plus ample.
Pour le mariage, un grand nœud pouvait orner l'arrière de la bonnette d'où sortait deux grands pans de dentelle, appelés traînants. L'extrémité de chaque pan était arrondi et tuyauté (travaillé au fer pour former des vagues ou des tuyaux). La longueur atteignait le milieu du dos de la mariée, mais pouvait être plus ou moins long selon la fortune de la famille.

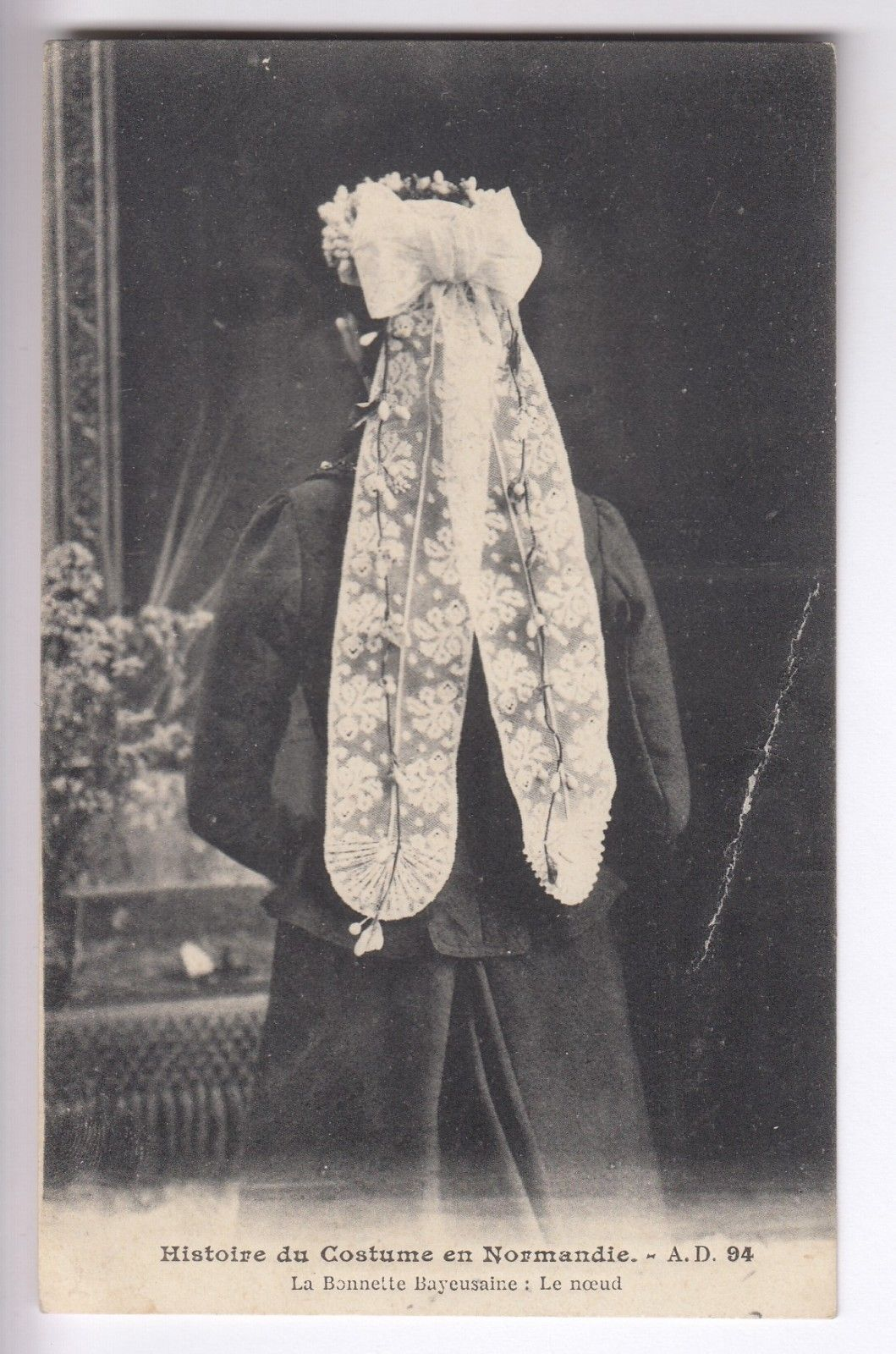
Bonnette de Bayeux avec son grand nœud et ses traînants.

### La bonnette de la Manche
Elle se différencie de la bonnette de Bayeux, par la présence de trois volants fixés sur la passe accompagné d'un nœud de soie : la gorgère. Cette dernière permet de nouer la coiffe autour de la tête.

## Notes et références

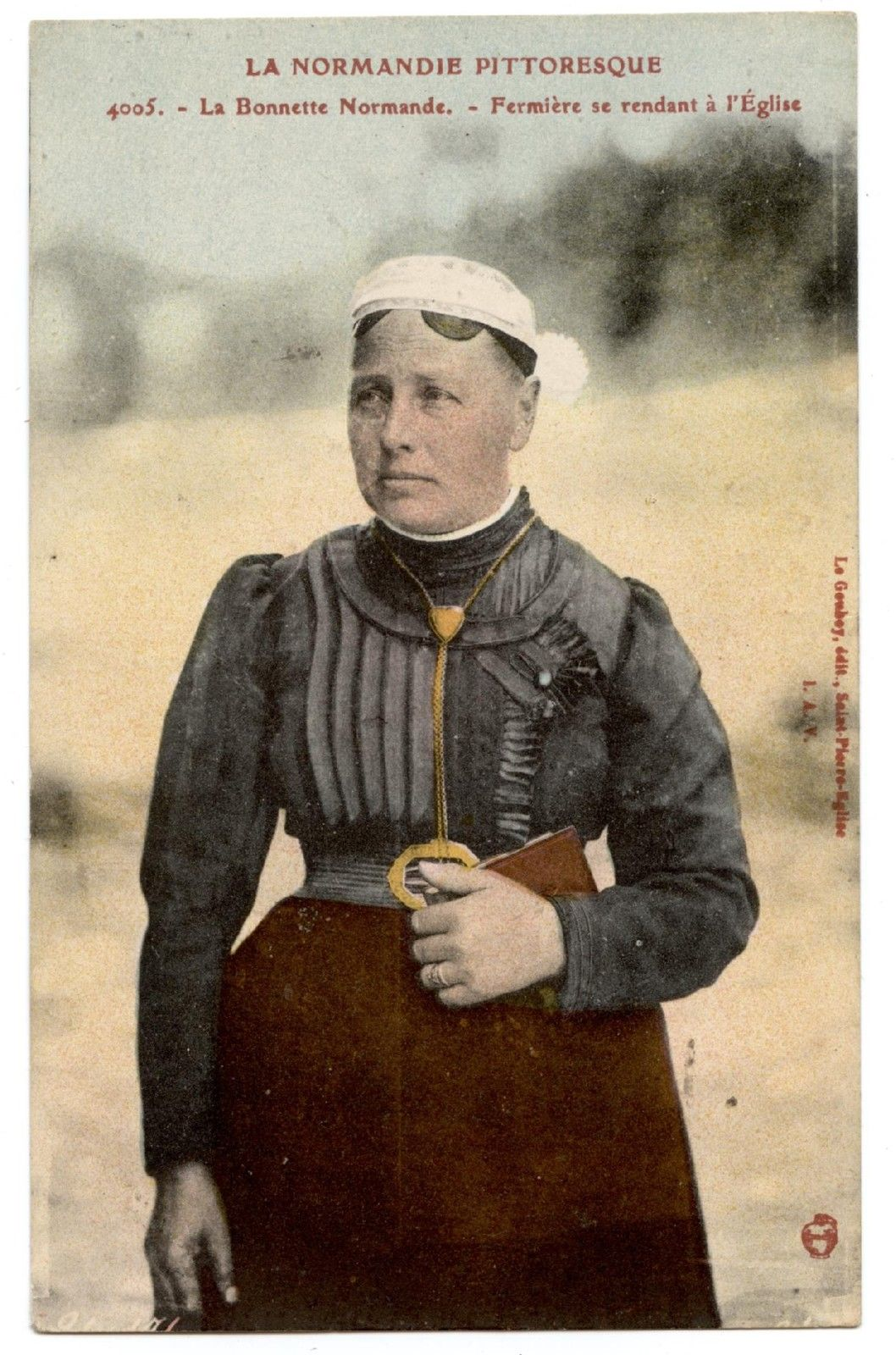
Bonnette normande.